# Miss Monde 2025
Miss Monde 2025 est la 72e élection de Miss Monde, qui se déroule le 31 mai 2025 à Hyderabad en Inde. 
La gagnante est la Thaïlandaise Suchata Chuangsri. Elle succède à la Tchèque Krystyna Pyszková, élue Miss Monde 2023.

## Résultats
| Résultats finaux | Candidates |
| ---------------- | --- |
| Miss Monde 2025  | - Thaïlande - Suchata Chuangsri |
| 1re dauphine     | - Éthiopie - Hasset Dereje Admassu |
| 2e dauphine      | - Pologne - Maja Klajda |
| 3e dauphine      | - Martinique - Aurélie Joachim |
| Top 8            | - Brésil – Jéssica Pedros - Namibie – Selma Kamanya - Philippines – Krishnah Gravidez - Ukraine – Maria Melnychenko |
| Top 20           | - Argentine – Guadalupe Alomar - Australie – Jasmine Stringer - Cameroun – Issie Princesse - États-Unis – Athenna Crosby - Inde – Nandini Gupta - Irlande – Jasmine Gerhardt - Italie – Chiara Esposito - Liban – Nada Koussa - Nigéria – Joy Mojisola Raimi - Pays de Galles – Millie-Mae Adams - Porto Rico – Valeria Pérez - Tunisie – Lamis Redissi |
| Top 40           | - Belgique - Karen Jansen - Botswana - Anicia Gaothusi - Estonie – Eliise Randmaa - Haïti - Christee Guirand - Indonésie – Monica Kezia Sembiring - Irlande du Nord - Hannah Johns - Jamaïque - Tahje Bennet - Malaisie - Saroop Roshi - Monténégro – Andrea Nikolić - Nouvelle-Zélande - Samantha Poole - Ouganda - Natasha Nyonyozi - Panama - Karol Rodriguez - Serbie - Aleksandra Rutovíc - Somalie - Zainab Jama - Trinité-et-Tobago – Anna-Lise Nanton - Turquie – İdil Bilgen - Viêt Nam - Huỳnh Trần Ý Nhi - Zambie – Faith Bwalya - Zimbabwe - Courtney Jongwe |

## Date et lieu
Le 19 février 2025, les organisateurs du concours annonce que cette 72e élection se tiendra le 31 mai 2025 à Hyderabad en Inde. C'est la troisième fois que le pays accueille le concours, après les élections de 1996 et de 2023.

## Candidates
| Pays / Territoire      | Nom                                            | Âge    | Résidence        |
| ---------------------- | ---------------------------------------------- | ------ | ---------------- |
| Afrique du Sud         | Zoalize van Rensburg                           | 18 ans | Johannesburg     |
| Albanie                | Elona Ndrecaj                                  | 24 ans | Tirana           |
| Allemagne              | Silvia Dörre Sánchez                           | 28 ans | Leipzig          |
| Angola                 | Núria Assis                                    | 30 ans | Luanda           |
| Angleterre             | Milla Magee                                    | 23 ans | Newquay          |
| Argentine              | Guadalupe Alomar                               | 20 ans | Rosario          |
| Arménie                | Adrine Achemyan                                | 19 ans | Erevan           |
| Australie              | Jasmine Stringer                               | 27 ans | Gold Coast       |
| Bangladesh             | Aklima Atika Konika                            | 26 ans | Dhaka            |
| Belgique               | Karen Jansen                                   | 23 ans | Lommel           |
| Belize                 | Noelia Hernandez                               | 23 ans | Belize City      |
| Birmanie               | Khisa Khin                                     | 17 ans | Kyaukse          |
| Bolivie                | Olga Chávez                                    | 22 ans | Santa Cruz       |
| Bosnie-Herzégovine     | Ena Adrović                                    | 21 ans | Živinice         |
| Botswana               | Anicia Gaothusi                                | 22 ans | Tutume           |
| Brésil                 | Jéssica Pedroso                                | 24 ans | Piracicaba       |
| Bulgarie               | Teodora Miltenova                              | 24 ans | Pétritch         |
| Cambodge               | Julia Russell                                  | 18 ans | Phnom Penh       |
| Cameroun               | Princesse Issie                                | 24 ans | Douala           |
| Canada                 | Emma Morrison                                  | 24 ans | Chapleau         |
| Chili                  | Francisca Lavandero                            | 24 ans | Los Ángeles      |
| Chine                  | Wanting Liu                                    | 21 ans | Weifang          |
| Colombie               | Catalina Quintero                              | 24 ans | Bogotá           |
| Côte d'Ivoire          | Fatoumata Coulibaly                            | 21 ans | Gontougo         |
| Croatie                | Tomislava Dukić                                | 26 ans | Tomislavgrad     |
| Curaçao                | Shubrainy Dams                                 | 23 ans | Willemstad       |
| Danemark               | Emma Heyst                                     | 22 ans | Sæby             |
| Écosse                 | Amy Scott                                      | 24 ans | Strathaven       |
| Équateur               | Sandra Alvarado                                | 24 ans | Santo Domingo    |
| Espagne                | Corina Mrazek                                  | 23 ans | Los Realejos     |
| Estonie                | Eliise Randmaa                                 | 24 ans | Kirna            |
| États-Unis             | Athenna Crosby                                 | 26 ans | San José         |
| Éthiopie               | Hasset Dereje Admassu                          | 19 ans | Addis-Abeba      |
| Finlande               | Sofia Bree Singh                               | 26 ans | Helsinki         |
| France                 | Agathe Cauet                                   | 26 ans | Lille            |
| Ghana                  | Jutta Pokuah                                   | 20 ans | Région du Centre |
| Gibraltar              | Shania Ballester                               | 19 ans | Gibraltar        |
| Grèce                  | Stella Michailidou                             | 22 ans | Thessalonique    |
| Guadeloupe             | Noémie Milne                                   | 26 ans | Baie-Mahault     |
| Guatemala              | Jeymi Escobedo                                 | 18 ans | Mazatenango      |
| Guinée                 | Kadiatou Savané,                               | 25 ans | Conakry          |
| Guinée équatoriale     | Estela Nguema Mangue                           | 23 ans | Akurenam         |
| Guyana                 | Zalika Samuels                                 | 21 ans | Georgetown       |
| Haïti                  | Christee Guirand                               | 24 ans | Port-au-Prince   |
| Honduras               | Izza Sevilla                                   | 18 ans | La Ceiba         |
| Hongrie                | Andrea Katzenbach                              | 23 ans | Kiskőrös         |
| Îles Caïmans           | Jada Ramoon                                    | 26 ans | Bodden Town      |
| Inde                   | Nandini Gupta                                  | 20 ans | Kota             |
| Indonésie              | Monica Kezia Sembiring                         | 22 ans | Karo             |
| Irlande                | Jasmine Gerhardt                               | 26 ans | Dublin           |
| Irlande du Nord        | Hannah Johns                                   | 24 ans | Belfast          |
| Italie                 | Chiara Esposito                                | 21 ans | Curti            |
| Jamaïque               | Tahje Bennett                                  | 24 ans | Kingston         |
| Japon                  | Maya Negishi                                   | 27 ans | Saitama          |
| Kazakhstan             | Sabina Idrissova                               | 22 ans | Astana           |
| Kenya                  | Grace Ramtu                                    | 25 ans | Nairobi          |
| Kirghizistan           | Aijan Chanacheva,[source secondaire souhaitée] | 26 ans | Naryn            |
| Lettonie               | Marija Mišurova                                | 17 ans | Riga             |
| Liban                  | Nada Koussa                                    | 26 ans | Rahbeh           |
| Macédoine du Nord      | Charna Nevzati                                 | 20 ans | Skopje           |
| Madagascar             | Cyria Temagnombe                               | 22 ans | Tsiroanomandidy  |
| Malaisie               | Saroop Roshi                                   | 26 ans | Perak            |
| Malte                  | Martine Cutajar                                | 25 ans | Ħ'Attard         |
| Martinique             | Aurélie Joachim                                | 27 ans | Ducos            |
| Maurice                | Kimberly Joseph                                | 21 ans | Port-Louis       |
| Mexique                | Maryely Leal                                   | 28 ans | Guasave          |
| Moldavie               | Micaela Nikolalev                              | 19 ans | Dubăsari         |
| Mongolie               | Erdenesuvd Batyabar                            | 22 ans | Oulan-Bator      |
| Monténégro             | Andrea Nikolić                                 | 21 ans | Podgorica        |
| Namibie                | Selma Kamanya                                  | 28 ans | Windhoek         |
| Népal                  | Srichchha Pradhan                              | 25 ans | Katmandou        |
| Nicaragua              | Julia Aguilar                                  | 21 ans | Granada          |
| Nigeria                | Joy Mojisola Raimi                             | 24 ans | Port Harcourt    |
| Nouvelle-Zélande       | Samantha Poole                                 | 22 ans | Whangarei        |
| Ouganda                | Natasha Nyonyozi                               | 23 ans | Kabale           |
| Panama                 | Karol Rodríguez                                | 22 ans | Panama           |
| Paraguay               | Yanina Gómez                                   | 27 ans | Asunción         |
| Pays-Bas               | Jane Knoester                                  | 19 ans | La Haye          |
| Pays de Galles         | Millie Mae-Adams                               | 22 ans | Cardiff          |
| Pérou                  | Staisy Huamansisa                              | 20 ans | Lima             |
| Philippines            | Krishnah Marie Gravidez                        | 24 ans | Baguio           |
| Pologne                | Maja Klajda                                    | 21 ans | Łęczna           |
| Porto Rico             | Valeria Pérez                                  | 23 ans | Manatí           |
| Portugal               | Maria Amélia Baptista                          | 26 ans | Porto            |
| République dominicaine | Mayra Delgado                                  | 23 ans | Saint-Domingue   |
| Roumanie               | Alexandra-Beatrice Cătălin                     | 23 ans | Bucarest         |
| Salvador               | Sofía Estupinián                               | 25 ans | Santa Ana        |
| Sénégal                | Mame Fama Gaye                                 | 24 ans | Fatick           |
| Serbie                 | Aleksandra Rutović                             | 25 ans | Belgrade         |
| Sierra Leone           | Lachaeveh Davies                               | 23 ans | Freetown         |
| Singapour              | Delvina Katerina Luther                        | 28 ans | Singapour        |
| Slovénie               | Alida Tomanič                                  | 20 ans | Ptuj             |
| Somalie                | Zainab Jama                                    | 23 ans | Mogadiscio       |
| Soudan du Sud          | Ayom Tito Mathiech                             | 24 ans | Gogrial          |
| Sri Lanka              | Anudi Gunasekara                               | 24 ans | Anuradhapura     |
| Suède                  | Isabelle Åhs                                   | 20 ans | Malmö            |
| Suriname               | Chenella Rozendaal                             | 21 ans | Paramaribo       |
| Tchéquie               | Adéla Štroffeková                              | 22 ans | Prague           |
| Thaïlande              | Suchata Chuangsri                              | 21 ans | Phuket           |
| Togo                   | Nathalie Yao-Amuama                            | 22 ans | Lomé             |
| Trinité-et-Tobago      | Anna-Lise Nanton                               | 23 ans | Santa Cruz       |
| Tunisie                | Lamis Rdissi                                   | 23 ans | Djerba           |
| Turquie                | Idil Bilgen                                    | 24 ans | Ankara           |
| Ukraine                | Maria Melnychenko                              | 20 ans | Kyïv             |
| Venezuela              | Valeria Cannavò                                | 24 ans | Maracay          |
| Viêt Nam               | Huỳnh Trần Ý Nhi                               | 22 ans | Bình Định        |
| Zambie                 | Faith Bwalya                                   | 24 ans | Kitwe            |
| Zimbabwe               | Courtney Jongwe                                | 23 ans | Mutare           |

## Compétitions

### Sports
| Résultats | Candidates |
| Gagnante  | Estonie - Eliise Randmaa |
| Deuxième  | Martinique - Aurélie Joachim |
| Troisième | Canada - Emma Morrison |
| Top 32    | Amériques : - Canada - Emma Morrison - Curaçao - Shubrainy Dams - Guatemala - Jeymi Escobedo - Martinique - Aurélie Joachim - Mexique - Maryely Leal - Nicaragua - Julia Aguilar - Salvador - Sofía Estupinián - Trinité-et-Tobago - Anna-Lise Nanton Afrique : - Angola - Núria Assis - Botswana - Anicia Gaothusi - Éthiopie - Hasset Dereje Admassu - Kenya - Grace Ramtu - Namibie - Selma Kamanya - Nigeria - Joy Mojisola Raimi - Somalie - Zainab Jama - Zimbabwe - Courtney Jongwe Europe : - Belgique - Karen Jansen - Bulgarie - Teodora Miltenova - Estonie - Eliise Randmaa - France - Agathe Cauet - Irlande - Jasmine Gerhardt - Irlande du Nord - Hannah Johns - Pays-Bas - Jane Knoester - Slovénie - Alida Tomanič Asie et Océanie : - Australie - Jasmine Stringer - Indonésie - Monica Kezia Sembiring - Japon - Kiana Tomita - Mongolie - Erdenesuvd Batyabar - Nouvelle-Zélande - Samantha Poole - Philippines - Krishnah Gravidez - Singapour - Delvina Katerina Luther - Turquie - İdil Bilgen |

## Observations